# Нонгкхай (провинция)
Нонгкхай (тайск.  หนองคาย) — провинция в северо-восточной части Таиланда, в регионе Исан.
Административным центром является город Нонгкхай. Провинция делится на 9 районов.

## Географическое положение
Провинция лежит в долине Меконга, образующего природную границу с Лаосом, всего в 25 км от столицы Лаоса — Вьентьяна. На юге провинции расположены невысокие горы и холмы.

## Климат
Климат — тропический муссонный. Среднегодовая температура — 26,2 °C.
| Показатель                    | Янв. | Фев. | Март | Апр. | Май   | Июнь  | Июль  | Авг.  | Сен.  | Окт. | Нояб. | Дек. | Год    |
| ----------------------------- | ---- | ---- | ---- | ---- | ----- | ----- | ----- | ----- | ----- | ---- | ----- | ---- | ------ |
| Средний суточный максимум, °C | 29,3 | 31,6 | 34,3 | 35,7 | 33,7  | 32,5  | 32,0  | 31,4  | 31,6  | 31,3 | 30,1  | 28,6 | 31,84  |
| Средний суточный минимум, °C  | 16,2 | 18,6 | 21,4 | 24,8 | 24,3  | 24,7  | 24,5  | 23,3  | 23,0  | 22,7 | 19,4  | 15,9 | 21,65  |
| Норма осадков, мм             | 7,0  | 10,5 | 30,7 | 89,5 | 240,3 | 278,5 | 249,3 | 336,7 | 275,6 | 76,6 | 12,2  | 3,3  | 1610,2 |

## Экономика и промышленность
Основное занятие населения — выращивание риса, в долине Меконга — ловля рыбы.
Валовой социальный продукт провинции в 2008 году составлял 35 999 млн. батов. Минимальная зарплата составляла 169 бат в день (приблизительно 4 евро).

## Административное деление
Провинция подразделяется на 9 районов (ампхе), которые, в свою очередь, состоят из 62 подрайонов (тамбон) и 705 поселений (мубан).
1. Mueang Nong Khai (อำเภอเมืองหนองคาย)
2. Tha Bo (อำเภอท่าบ่อ)
3. Phon Phisai (อำเภอโพนพิสัย)
4. Si Chiang Mai (อำเภอศรีเชียงใหม่)
5. Sangkhom (อำเภอสังคม)
6. Sakhrai (อำเภอสระใคร)
7. Fao Rai (อำเภอเฝ้าไร่)
8. Rattanawapi (อำเภอรัตนวาปี)
9. Pho Tak (อำเภอโพธิ์ตาก)